# Handwerkskammer Koblenz

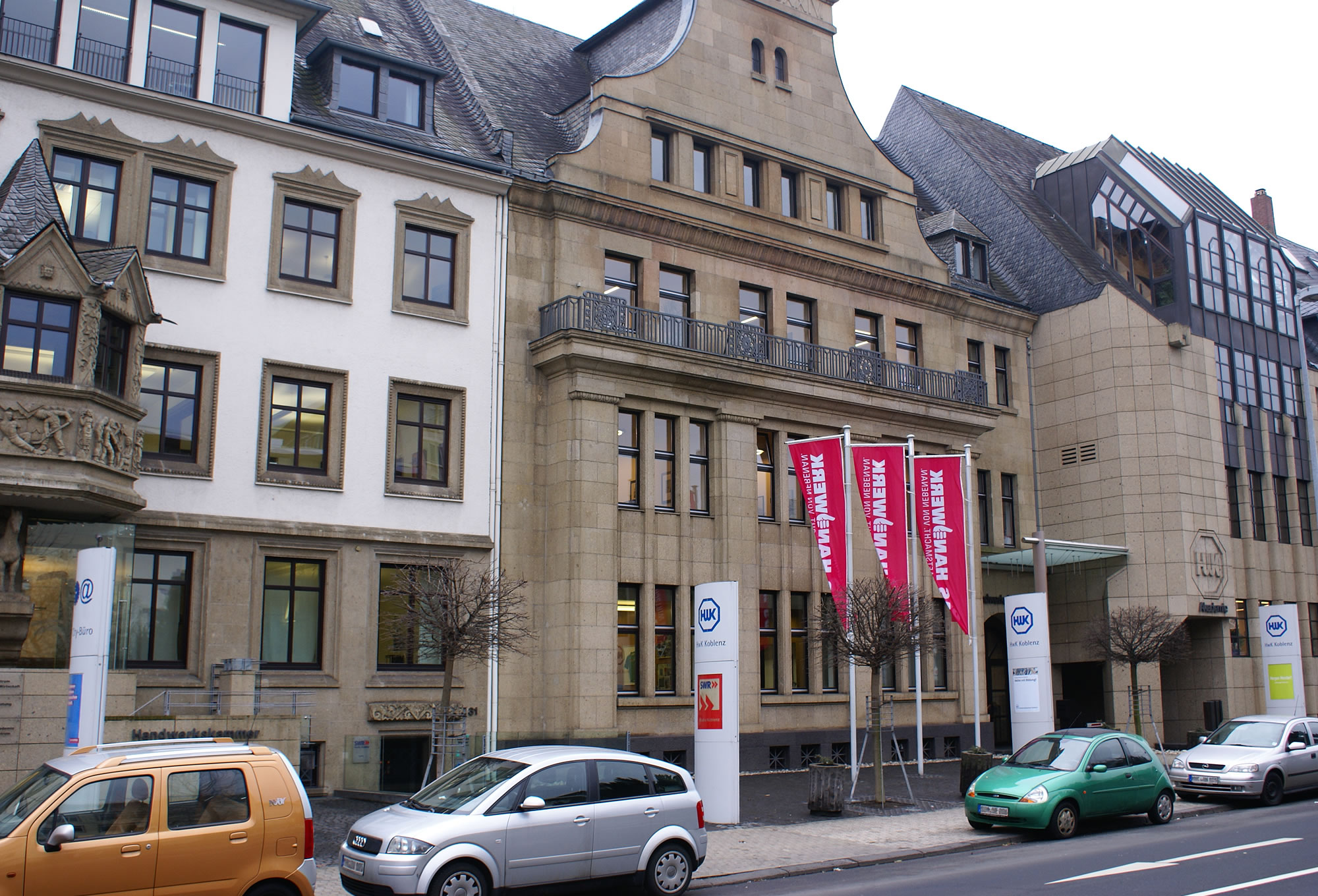
Die Verwaltungszentrale der Handwerkskammer Koblenz mit der Akademie-Handwerk am Friedrich-Ebert-Ring 33

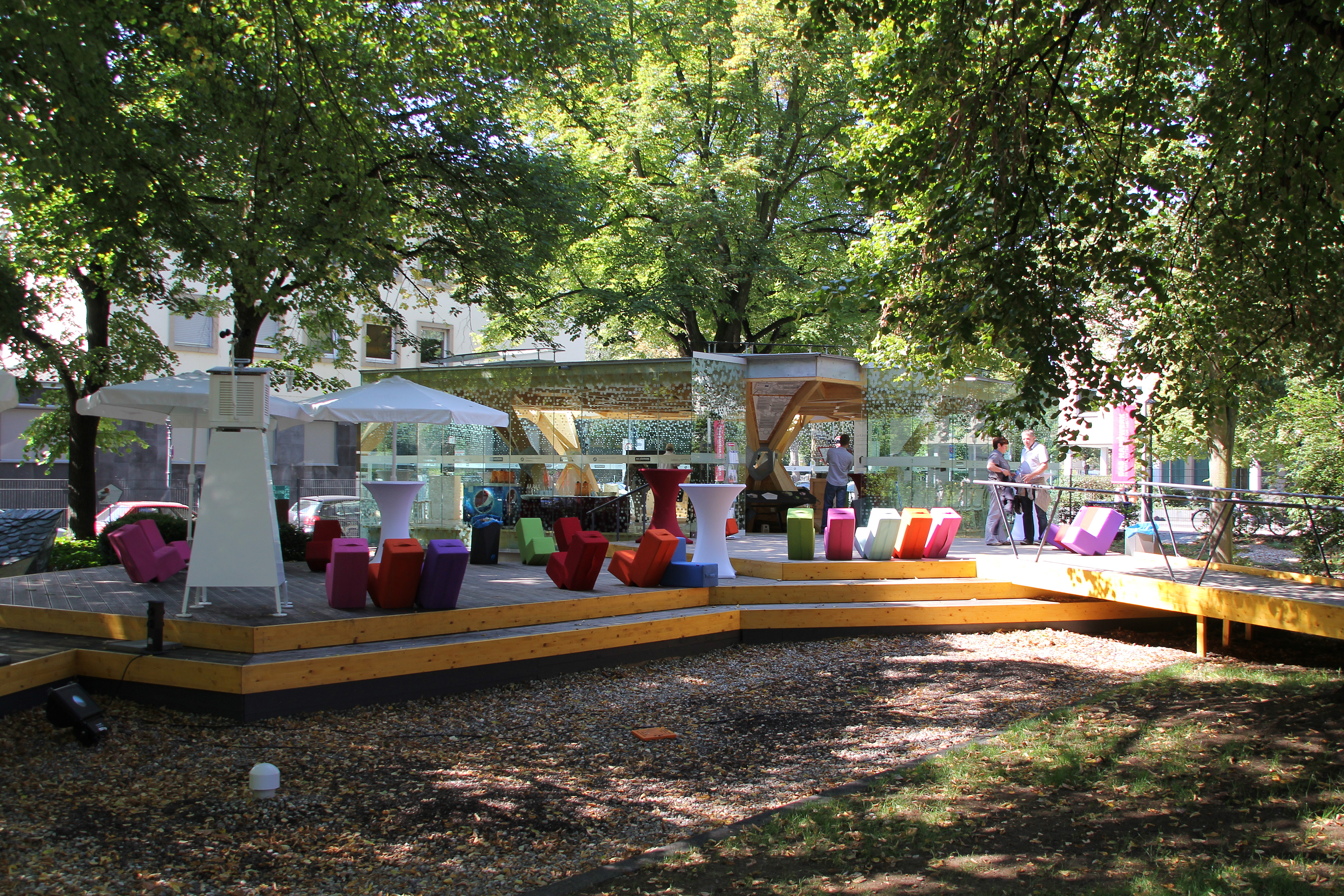
Zukunft Handwerk-Pavillon auf der Bundesgartenschau 2011

Die Handwerkskammer Koblenz (HwK) ist eine von 53 Handwerkskammern in Deutschland mit Sitz in Koblenz. Mit über 20.000 Mitgliedsbetrieben ist sie die größte der vier rheinland-pfälzischen Handwerkskammern.

## Geschichte
Die Gründungsversammlung der Handwerkskammer Koblenz wurde am 18. April 1900 im Rathaussaal der Stadt abgehalten. Die beiden ersten Vorsitzenden waren der Koblenzer Bäckermeister Anton Neidhöfer und nach dessen Tod von 1902 bis 1933 der Neuwieder Dachdeckermeister Heinrich Müller. Weitere Vorstandsmitglieder waren Malermeister Fr. L. Reiniger (Bad Kreuznach), Schlossermeister M. Haubrich (Koblenz), Schuhmachermeister W. Wagner (Wetzlar) und Zimmer- und Schreinermeister G. Bier (Ahrweiler).

## Aufgaben
Als Selbstverwaltungseinrichtung der Wirtschaft vertritt die Handwerkskammer Koblenz die Interessen des Handwerks gegenüber Politik, Wirtschaft und Verwaltung.
Die Körperschaft des öffentlichen Rechts hat folgende Aufgaben: Regelung der Berufsausbildung, das fachliche Prüfungswesen, die Führung der Handwerks- und Lehrlingsrolle und die Rechtsaufsicht über die Handwerksinnungen im Kammerbezirk (vgl. § 91 HwO). Mitgliedsbetriebe der Handwerkskammer Koblenz können kostenfreie Beratungsleistungen zu betriebswirtschaftlichen, rechtlichen, technischen und gestalterischen Fragen in Anspruch nehmen. Darüber hinaus bietet die Handwerkskammer Koblenz über ihre Service GmbH individuelle, kostenpflichtige Dienstleistungen in technischen und kaufmännischen Bereichen an. Außerdem werden Partnerschafts- und Qualifizierungsprojekte in Südosteuropa, Südostasien und Afrika abgewickelt.

## Verwaltung und Aufbau

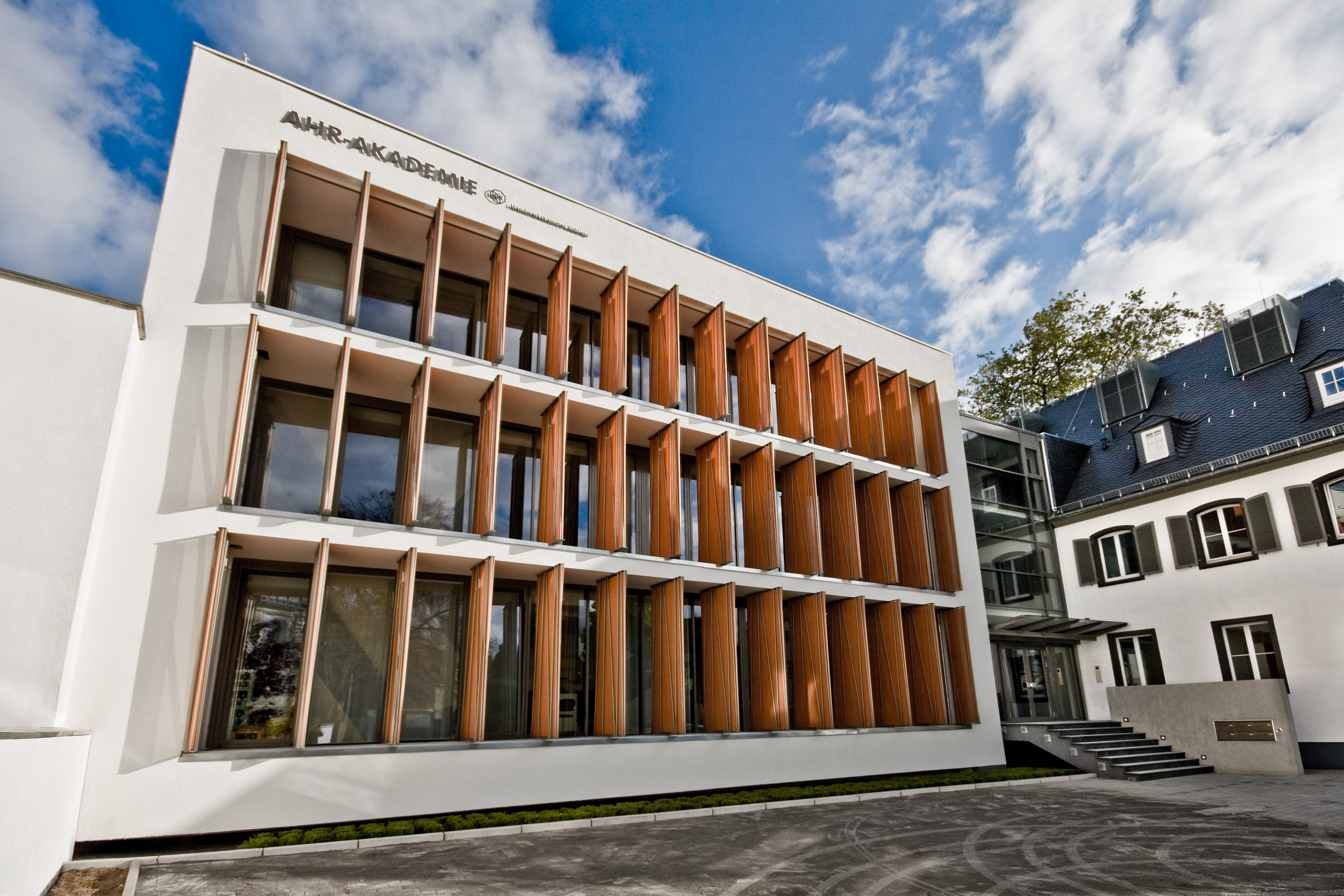
Ahr-Akademie der Handwerkskammer Koblenz, Bad Neuenahr-Ahrweiler

Oberstes Organ und wichtigster Entscheidungsträger der Handwerkskammer Koblenz ist die Vollversammlung mit 48 ehrenamtlichen Mitgliedern. Die Mitglieder der Vollversammlung sind zu zwei Dritteln selbstständige Handwerker und zu einem Drittel Arbeitnehmer, die die verschiedenen Handwerksberufe repräsentieren und für einen Zeitraum von fünf Jahren gewählt werden. Die Vollversammlung wählt den Präsidenten und die übrigen Vorstandsmitglieder, die Geschäftsführung, den Berufsbildungsausschuss und weitere Ausschüsse. Sie beschließt den Kammerhaushalt, die Höhe der Beiträge und Gebühren, berät über grundsätzliche Fragen der Kammerpolitik, der Berufsbildung sowie der Handwerksförderung und erlässt die Prüfungsordnungen.
Der Vorstand der Handwerkskammer wird aus den Reihen der Vollversammlung gewählt. Er setzt sich aus insgesamt neun Mitgliedern zusammen, davon sind zwei Drittel selbständige Handwerker, ein Drittel Arbeitnehmer. An der Spitze stehen der Präsident sowie die zwei Vizepräsidenten, von denen wiederum einer aus den Reihen der Arbeitnehmer stammt.

## Standorte

### In Koblenz
- Verwaltungszentrale mit Galerie Handwerk
- Bauzentrum
- Kompetenzzentrum für Gestaltung, Fertigung und Kommunikation
- Metall- und Technologiezentrum
- Pädagogisches Zentrum Handwerk
- Zentrum für Ernährung und Gesundheit

### Im nördlichen Rheinland-Pfalz
- Ahr-Akademie, Bad Neuenahr-Ahrweiler
- Berufsbildungszentrum Bad Kreuznach
- Zentrum für Restaurierung und Denkmalpflege mit Berufsbildungszentrum, Herrstein
- Berufsbildungszentrum Rheinbrohl
- Hunsrück-Akademie, Simmern
- Mosel-Akademie Cochem
- Westerwald-Akademie, Wissen